# さんだあず
さんだあずは、朝日放送の職員と元・NHK職員によるテレビ関係者のアマチュアお笑いコンビ。現在は活動休止中。

## メンバー
- 山田和史（やまだ かずし 1978年 - ）ボケ担当
  - 北海道旭川市出身。
  - 元・NHK札幌放送局局員（退職時は番組制作ディレクター）。2005年12月9日NHK退職。
  - 北海道旭川東高等学校→立命館大学国際関係学部卒業。
  - さんだあず左の芸名でピン芸人としても活動し、2006年のR-1ぐらんぷりに出場したが、準決勝には進出できなかった。
- 山田敬文（やまだ たかふみ 1978年 - ）ツッコミ担当
  - ABC朝日放送プロデューサー。
  - 兵庫県立伊丹高等学校→立命館大学国際関係学部卒業。

## 概要
- 1999年コンビ結成。
- 結成当時は2人とも大学生だったが、それぞれテレビ局の社員になる。
- 2004年8月ワッハ上方アマチュア演芸コンクール敢闘賞受賞。その後、毎年M-1グランプリに出場し、2005年にはついに準決勝に進んだ。しかし、和史はNHKの上司に、「M-1に出るなら会社を辞めろ!」と言われ、迷った末にNHKを辞め準決勝に出場した（ちなみに、決勝には進めなかった）。
- 現在は敬文は会社を辞めずテレビディレクターの仕事を続けているため、コンビとしては活動休止中。和史はフリーのピン芸人・結婚式司会者として活動[1]。「ラジオでんでんタウン」（ラジオ大阪・1314）でメインパーソナリティを務める他、「京阪神エルマガジン」等の雑誌コラム連載、講演会、大学生の就職活動指導など幅広く活動している。2013年にサンマーク出版から『ズバ抜ける技術』という著書を出版した。
- 敬文は2019年3月26日まで「世界の村で発見!こんなところに日本人」の演出を担当していて、同年3月5日から10月29日までは「名医とつながる!たけしの家庭の医学」プロデューサーを担当している。また、かつて自身の出場したM-1グランプリに、プロデューサーとして携わっていたこともある。

## ネタ
M-1準決勝で使ったネタは敬文が適当に言った事を、和史が無理やりNHKの内容っぽく言い換える。それを敬文が「NHKちゃうわー!!」と突っ込むというもの。